# Mpraeso

Mpraeso är en ort i södra Ghana. Den är huvudort för distriktet Kwahu South, och folkmängden uppgick till 5 639 invånare vid folkräkningen 2010.